# Els germans Kratt
Els germans Kratt (Wild Kratts, en anglès) és una sèrie de televisió educativa infantil d'acció en directe/animació creada pels germans Kratt, Chris i Martin. The Kratt Brothers Company i 9 Story Media Group són els productors de la sèrie, que és emesa per PBS Kids als Estats Units i per TVOKids al Canadà.
L'objectiu de la sèrie és educar els nens sobre espècies, biologia, zoologia i ecologia, i ensenyar els nens petites maneres d'aconseguir grans impactes. Té vincles amb les sèries anteriors dels Kratt, Kratts' Creatures i Zoboomafoo, i conté nombrosos personatges d'aquest últim. Amb més de deu anys, Els germans Kratt és el programa més llarg dels germans Kratt.
A Catalunya la sèrie es va estrenar l'any 2011 al Canal Super3. A octubre del 2022 diversos episodis de la sèrie es poden veure al web del SX3.

## Premissa
Cada episodi comença i acaba amb un segment d'acció en viu dels germans Kratt que descriu les característiques i capacitats d'una espècie particular d'animals (a la qual es refereixen com a "poder animal") que apareixen a la història. Continuen l'episodi preguntant: "I si tinguéssim els poders d'aquest animal?" A continuació, l'episodi passa al segment animat, on els germans fan expedicions per estudiar animals que viuen lliures i en estat salvatge. Normalment al final han de rescatar els animals d'amenaces provocades per la confusió per part d'un cadell d'animal; influència humana general; o de malvats com en Zach Varmitech, en Gaston Gourmand, la Donita Donata i Dabio, o Paisley Paver i Rex. Alguns episodis tenen com a objectiu canviar la manera com algunes criatures (com ara ratpenats i cocodrils) són percebudes com a amenaçadores.
Els germans Kratt compten amb el suport de l'Aviva Corcovado, una enginyera biomecànica que va inventar "vestits de poder animal" que permeten els humans imitar les habilitats dels animals; i altres equips per ajudar els germans en els seus estudis sobre animals i derrotar els dolents; La Koki, una enginyera mecànica i experta en informàtica que manté el vaixell tortuga volador, el Tortuga; i en Jimmy Z, que pilota el Tortuga, opera el teletransportador per enviar equips com nous discos de poder animal als germans Kratt i ajuda l'Aviva a provar els seus invents. Durant el camí, tant l'equip com els espectadors aprenen sobre els animals mentre l'equip aprèn a utilitzar els seus poders de criatura per corregir els errors o per sortir de les situacions en què es troben. També sovint demanen l'ajuda dels Infants Kratt, que ajuden els germans Kratt des de casa seva tan bé com poden, tant si es tracta de moure animals o d'ajudar a reconstruir hàbitats, o de proporcionar coneixements locals sobre la criatura en qüestió.

## Personatges

### Protagonistes
- Martin Kratt

Veu: Manel Gimeno (català), Martin Kratt (anglès)
- Chris Kratt

Veu: Aleix Estadella (català), Chris Kratt (anglès)
- Aviva Corcovado

Veu: Elisa Beuter (català), Athena Karkanis (anglès)
- Koki

Veu: Maria Josep Guasch (català), Heather Bambrick (anglès)
- Jimmy Z

Veu: Albert Trifol Segarra (català), Jonathan Malen (anglès)

### Malvats
- Zach Varmitech

Veu: Jaume Villanueva (català), Zachary Bennett (anglès)
- Donita Donata
- Dabio
- Xef Gaston Gourmand
- Paisley Paver
- Rex